# Irrigation Science
Irrigation Science is een internationaal, aan collegiale toetsing onderworpen wetenschappelijk tijdschrift op het gebied van de landbouwkunde en hydrologie. De naam wordt in literatuurverwijzingen meestal afgekort tot Irrigat. Sci. Het wordt uitgegeven door Springer Science+Business Media.